# Strahoyaditsa
Strahoyaditsa (en macédonien Страхојадица, en albanais Strugodica) est un village du nord de la Macédoine du Nord, dans la municipalité de Zelenikovo. Le village comptait 268 habitants en 2002. Il est majoritairement albanais.

## Démographie
Lors du recensement de 2002, le village comptait :
- Albanais : 267
- Macédoniens : 1